# Pate
Pateul este o pastă făcută din ficat, sau pește, amestecată cu condimente, care se consumă în general întinsă pe pâine.